# Jean Gondouin
Pour les articles homonymes, voir Gondouin.
Jean Gondouin (parfois orthographié Jean Gondoin,), né le 20 juillet 1928 à Sanvic et mort le 13 mars 2009 à Villejuif, est un footballeur français. Durant sa carrière, réalisée principalement dans les années 1950, il évolue au poste de milieu de terrain et d'attaquant en Division 1 et Division 2. Passé professionnel au Havre AC, il évolue également au Toulouse FC, au FC Nancy et au Stade rennais, avant de terminer sa carrière par cinq saisons sous les couleurs du Red Star.

## Biographie
Jean Gondouin naît le 20 juillet 1928 à Sanvic, alors commune limitrophe du Havre, en Seine-Inférieure. Il fait logiquement ses débuts de footballeur professionnel sous les couleurs du Le Havre AC, avec lequel il dispute ses premiers matchs de Division 1 lors de la saison 1950-1951, âgé de 22 ans. 
Après deux saisons disputés dans l'élite avec le club normand, Jean Gondouin rejoint le Toulouse Football Club, en deuxième division. Après quelques mois seulement en Haute-Garonne, le milieu de terrain est toutefois prêté au FC Nancy en novembre 1952, et retrouve ainsi la première division. La saison suivante, alors que Toulouse a obtenu sa montée dans l'élite, Jean Gondouin est une nouvelle fois prêté, cette fois au Stade rennais, qui évolue en D2. En Bretagne, il réalise sa meilleure saison sur le plan comptable, inscrivant dix buts. Dans un système de jeu en WM, il commence la saison en position de demi, avant de la terminer en attaque, comme ailier, aux côtés de Pär Bengtsson et José Caeiro.
De retour à Toulouse à l'été 1954, il y dispute une ultime saison en Division 1, lors de laquelle il dispute dix-sept rencontres mais n'inscrit aucun but. Un an plus tard, Jean Gondouin est transféré au Red Star, club avec lequel il termine sa carrière professionnelle par cinq saisons en Division 2. Il dispute plus de 120 rencontres sous les couleurs du club audonien, avant de prendre sa retraite de footballeur en 1960.
Jean Gondouin décède le 13 mars 2009 à Villejuif, en région parisienne.

## Statistiques
Le tableau ci-dessous récapitule les statistiques de Jean Gondouin durant sa carrière de joueur professionnel,.
| Saison                | Club                    | Championnat           | Championnat | Championnat | Coupe(s) nationale(s) | Coupe(s) nationale(s) | Total | Total |
| Saison                | Club                    | Division              | M.          | B.          | M.                    | B.                    | M.    | B.    |
| 1950-1951             | Le Havre AC             | Division 1            | 8           | 3           | 0                     | 0                     | 8     | 3     |
| 1951-1952             | Le Havre AC             | Division 1            | 10          | 1           | 0                     | 0                     | 10    | 1     |
| 1952-1953             | Toulouse FC             | Division 2            | 9           | 1           | 0                     | 0                     | 9     | 1     |
| 1952-1953             | FC Nancy (prêt)         | Division 1            | 18          | 1           | 2                     | 0                     | 20    | 1     |
| 1953-1954             | Stade rennais UC (prêt) | Division 2            | 34          | 10          | 1                     | 0                     | 35    | 10    |
| 1954-1955             | Toulouse FC             | Division 1            | 17          | 0           | 2                     | 1                     | 19    | 1     |
| 1955-1956             | Red Star                | Division 2            | 20          | 3           | 4                     | 1                     | 24    | 4     |
| 1956-1957             | Red Star                | Division 2            | 24          | 1           | 1                     | 0                     | 25    | 1     |
| 1957-1958             | Red Star                | Division 2            | 34          | 2           | 2                     | 0                     | 36    | 2     |
| 1958-1959             | Red Star                | Division 2            | 27          | 0           | 6                     | 0                     | 33    | 0     |
| 1959-1960             | Red Star                | Division 2            | 5           | 1           | 0                     | 0                     | 5     | 1     |
| Total sur la carrière | Total sur la carrière   | Total sur la carrière | 206         | 23          | 18                    | 2                     | 224   | 25    |

## Palmarès
Bien qu'ayant quitté le club dès le mois de novembre, Jean Gondouin est sacré champion de France de deuxième division en 1953 avec le Toulouse FC, ayant disputé neuf matchs de championnat sous ses couleurs durant la saison.